# Арахнология
Арахноло́гия (от др.-греч. ἀράχνη «паук» и λόγος — «слово») — раздел зоологии беспозвоночных, изучающий арахнид (паукообразных).
В состав арахнологии входят аранеология — наука, изучающая пауков, акарология — наука, изучающая клещей, и ряд других, изучающих небольшие таксоны паукообразных (скорпионы, сенокосцы, ложноскорпионы, фаланги и другие).
О том, как возникло научное название пауков — арахна, — повествует древнегреческий миф о лидийской пряхе Арахне, которую богиня Афина превратила в паука.

## Наука и практика
Методы и методология арахнологии близки методам и методологии энтомологии, по сути являясь их частными случаями.
В самостоятельную науку арахнология выделилась в XIX веке из энтомологии. В её развитие внесли большой вклад советские учёные Н. А. Холодковский, В. А. Догель, Е. Н. Павловский, М. Г. Хатин и другие.
Арахнологию принято подразделять на ветеринарную, медицинскую, сельскохозяйственную и лесную. Болезни, вызываемые паукообразными, называются арахнозами. Вопросы арахнологии изучаются совместно в ветеринарии и медицине, так как многие клещи являются возбудителями и переносчиками возбудителей инвазионных и инфекционных болезней животных и человека. Научно-исследовательская работа в области арахнологии осуществляется в Зоологическом институте РАН, на кафедрах зоологии университетов, в ветеринарных медицинских и сельскохозяйственных научно-исследовательских учреждениях.

## Научные общества
Для координации исследований арахнологов всего мира и обмена опытом в 1998 году было создано Международное арахнологическое общество.
В России многие арахнологи традиционно являются членами Русского энтомологического общества, в работе регулярных съездов которого существует отдельная их секция.
- American Arachnological Society
- Arachnologische Gesellschaft e.V.
- Australasian Arachnological Society. Основано в 1979 году
- British Arachnological Society. Ведёт своё начало с 1958 года, когда образовалась группа энтузиастов «Flatford Mill Spider Group», преобразованная в 1965 году в «British Spider Study Group», а с 1968 получило современное название.
- Eurasian Arachnological Society
- European Arachnological Society
- International Society of Arachnology. Основано в 1965 году
- Acarological Society of America
- European Association of Acarologists. Основано в 1987 в Амстердаме
- Systematic & Applied Acarology Society

## Конгрессы
С 1960 года регулярно проводятся Международные арахнологические конгрессы

### Международные
- 1st Interantional Congress of Arachnology проходил в Бонне (ФРГ) в 1960 году под названием «I Treffen europäischer Arachnologen» (German Zoological Society meeting in Bonn, Germany)
- В 1968 году впервые международное собрание арахнологов прошло под названием: «IV International Congress of Arachnology» (8—13 апреля, Muséum National d’Histoire Naturelle, Париж, Франция)
- 14th Interantional Congress of Arachnology and 22nd annual meeting of the American Arachnological Society (27 июня — 3 июля 1998, Чикаго, США)
- 16th International Congress of Arachnology (2—7 августа 2004, Gent University, Гент, Бельгия)
- 17th International Congress of Arachnology (5—11 августа 2007, Hotel Fazenda Colina Verde, São Pedro, Бразилия)
- 18th International Congress of Arachnology (11—17 июля 2010, Siedlce, Польша)[5]

### Европейские
- 1st European Colloquium of Arachnology (25—27 мая 1972, Страсбург, Франция)
- 2nd European Colloquium of Arachnology (1—3 июня 1973, Montpellier, Франция)
- 3rd European Colloquium of Arachnology (20—22 сентября 1976, Les Eyzies, Франция)
- 4th European Colloquium of Arachnology (13—15 сентября 1978, Avignon, Франция)
- 5th European Colloquium of Arachnology (4—6 сентября 1979, Барселона, Испания)
- 6th European Colloquium of Arachnology (28 августа — 1 сентября 1981, Модена, Италия)
- 7th European Colloquium of Arachnology (1—4 сентября 1982, Nancy, Франция)
- 8th European Colloquium of Arachnology (3—5 сентября 1984, Moulis, Франция)
- 9th European Colloquium of Arachnology (2—5 сентября 1985, Брюссель, Бельгия)
- 10th European Colloquium of Arachnology (29 июня — 4 июля 1987, Rennes, Франция)
- 11th European Colloquium of Arachnology (28 августа — 2 сентября 1988, Берлин, Германия)
- 12th European Colloquium of Arachnology (2—4 июля 1990, Париж, Франция)
- 13th European Colloquium of Arachnology (2—6 сентября 1991, Neuchâtel, Швейцария)
- 14th European Colloquium of Arachnology (23—27 августа 1993, Catania, Италия)
- 15th European Colloquium of Arachnology (11—15 июля 1994, Ceske Budejovice, Чешская Республика)
- 16th European Colloquium of Arachnology (8—13 июля 1996, Siedlce, Польша)
- 17th European Colloquium of Arachnology (14—18 июля, 1997, Эдинбург, Великобритания)
- 18th European Colloquium of Arachnology (14—15 июля 1999, Stará Lesná, Словакия)
- 19th European Colloquium of Arachnology (16—23 июля 2000, Aarhus, Дания)
- 20th European Colloquium of Arachnology (22—26 июля 2002, Szombathely, Венгрия)
- 21st European Colloquium of Arachnology (4—9 августа 2003, St. Petersburg, Россия)
- 22nd European Colloquium of Arachnology (1—6 августа 2005, Blagoevgrad, Болгария)
- 23rd European Colloquium of Arachnology (4—8 сентября 2006, Sitges, Испания)
- 24th European Congress of Arachnology (25—29 августа 2008, Берн, Швейцария)
- 25th European Congress of Arachnology (16—21 августа 2009, Alexandroupolis, Греция)  (недоступная ссылка)
- 26th European Congress of Arachnology (3—8 сентября 2011, Midreshet Ben-Gurion, Израиль)

## Журналы
- Acarina, Russian Journal of Acarology (1973-)
- Acarologia (1959-)
- Acarology Bulletin
- Acta Arachnologica (Tokyo, 1936-)
- Acta Arachnologica Sinica (1992-)
- Arachnologische Mitteilungen
- Arthropoda Selecta, Russian Journal of Arthropoda Research (Moscow, 1992-)
- Australasian Arachnology, Newsletter (1979-)
- Beitraege zur Araneologie
- Bulletin of the British Arachnological Society (Dorchester, 1969-)
- Euscorpius — Occasional Publications in Scorpiology (2001-)
- Experimental & Applied Acarology
- International Journal of Acarology
- Korean Arachnology (Seoul, 1985-)
- Newsletter of the British Arachnological Society
- Revista Iberica de Aracnologia (Zaragoza, 2000-)
- Revue Arachnologique
- Systematic and Applied Acarology (1996-)
- Tarantulas of the World
- The Journal of Arachnology (1973-)
- Turkish Journal of Arachnology (2008-)

## Классификация и филогения паукообразных
Паукообразные насчитывают свыше 115 000 описанных современных видов, которые разделяют на 14 отрядов: скорпионы (Scorpiones), щупальцеходные (Palpigradi), пауки (Araneae, более 48 000 видов), сольпуги (Solifugae), лжескорпионы (Pseudoscorpionida), сенокосцы (Opiliones, 6534 видов), клещи (Acari, более 54 000 видов в 4 отрядах), фрины (Amblypygi), рицинулеи (Ricinulei), шизомиды (Schizomida), телифоны (Uropygi). Также выделяют несколько вымерших отрядов: Haptopoda, Trigonotarbida, Phalangiotarbida, Uraraneida.
На приведённой справа схеме показаны филогенетические взаимоотношения отрядов паукообразных и других Хелицеровых (включая мечехвостов и вымерших ракоскорпионов), а также трилобитов (по данным на 2002 год).
Оценки потенциального число видов доходят до 200 000 видов: от 76 000 (Platnick, 1999) до 170 000 видов (Coddington and Levi, 1991). Темпы описания новых видов довольно высоки и соизмеримы с аналогичными показателями по насекомым. Так, в 1978—1987 годах ежегодно описывалось по 2300 новых видов жуков и 1350 новых видов паукообразных (пауков и клещей) (Hammond, 1992). Многие музейные коллекции до сих пор остаются необработанными, а тропические регионы — неисследованными в отношении фауны паукообразных.
В фауне России и бывших республик СССР из паукообразных преобладают пауки: число их видов здесь доходит до 3340, в том числе в России — 2366 видов (Кавказ — 987, Крым — 520, Урал — 799, Сахалин — 363). Более бедны видами Украина (1008), Казахстан (966), Азербайджан (663), Грузия (520), Эстония (511).
В течение некоторого времени в составе класса паукообразных рассматривали пятиусток (Linguatulida, ныне определены как паразитические ракообразные) и тихоходок (Tardigrada, выделены в собственный тип в рамках таксона Panarthropoda).

## Арахнологи

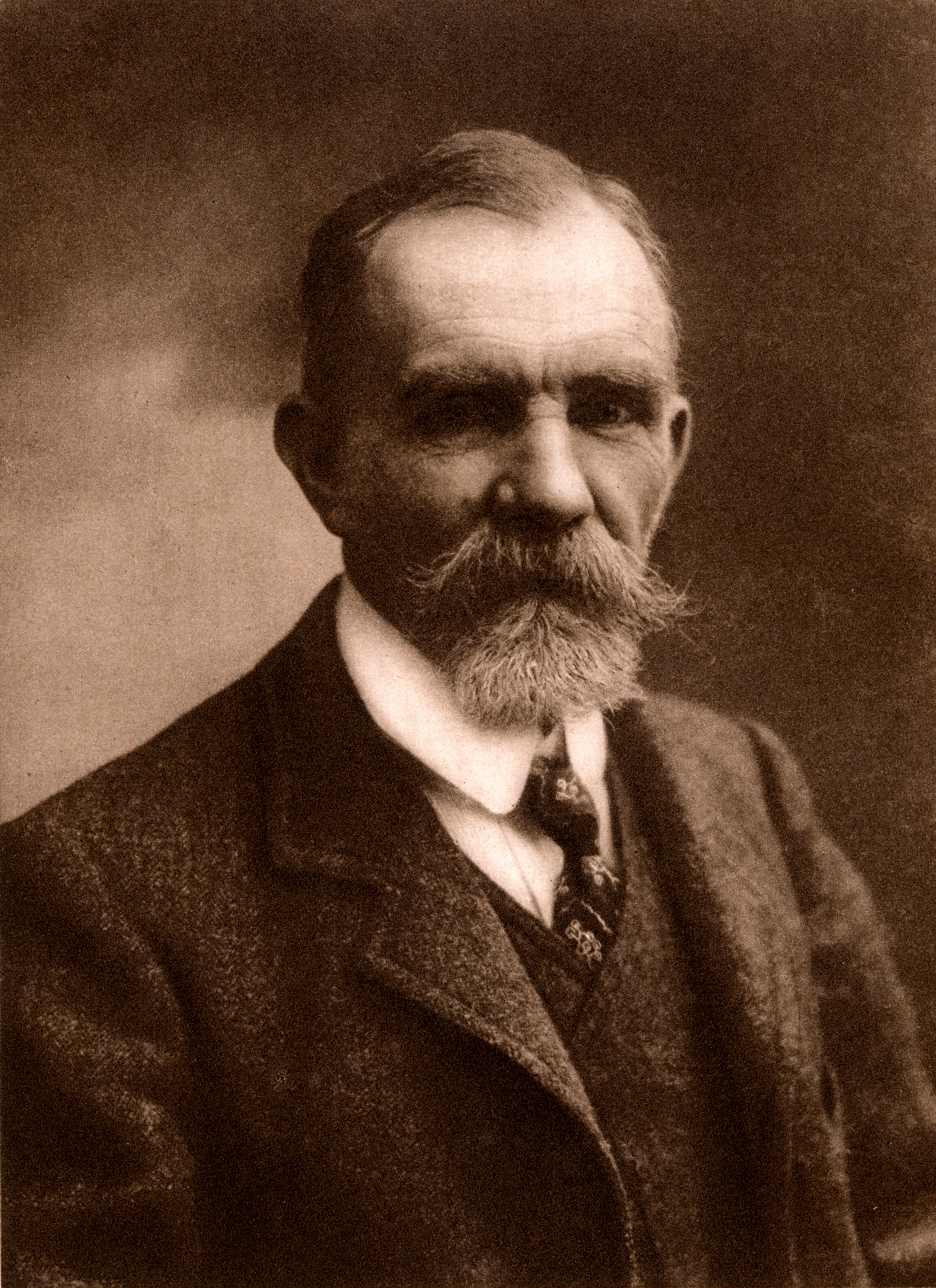
Эжен Симон (1848—1924), описал более 3900 видов пауков

Наибольшее число видов пауков описали Simon E. — 3906 видов, Platnick N. I. — 1485, Levi H. W. — 1232, Strand E. — 1193, Thorell T. — 1184, Mello-Leitão F. — 1148, Gertsch W. J. — 1017 и Chamberlin R. — 1007.
- Тамерлан Торелл
- Берткау, Филипп
- Вундерлих, Йорг
- Еськов, Кирилл Юрьевич
- Клерк, Карл
- Кульчинский, Владислав
- Лехтинен, П. Т.
- Мхеидзе, Тамара Северьяновна
- Платник, Н. И.
- Тарабаев, Ч. К.
- Тыщенко, В. П.
- Харитонов, Дмитрий Евстратьевич

## Терминология
- Анатомия пауков